# Teclado modelo M
O Modelo M foi um modelo de teclado fabricado pelas empresas IBM, Lexmark e Unicomp a partir de 1984. As muitas variações do teclado possuem suas próprias características distintas, com a maioria delas tendo as teclas apoiadas por molas. Os teclados Modelo M têm sido aclamado por entusiastas de informática e por digitadores intensivos como o melhor teclado já fabricado, por causa da resposta táctil e sonora das teclas.
O Modelo M também é reconhecido por ser uma peça de hardware extremamente durável. Muitas unidades fabricadas na década de 1980 continuam em uso até hoje, enquanto os computadores e monitores que os acompanharam já se tornaram completamente obsoletos há décadas. A Unicomp, que detém hoje os direitos do design, tem tido dificuldade em comercializá-los de forma lucrativa, porque estes raramente quebram, de modo que os vendedores não querem manter um estoque deles.

## História
O teclado Modelo M foi projetado para ser mais econômico do que o teclado Modelo F que substituiu. A produção dos teclados Modelo M começou em 1985 e muitas vezes vinham com os novos computadores IBM. Eram fabricados nas plantas da IBM em Lexington, Kentucky, Greenock, Escócia e Guadalajara, México. A variante mais comum é o teclado aperfeiçoado da IBM, identificado pelo número da peça IBM 1391401, o layout de teclado em inglês dos EUA que acompanhava o IBM Personal System/2. Até cerca de 1993, a maioria dos Modelos M vinha com um cabo destacável, enrolado e resistente, com um conector AT (antes de 1987) ou PS/2, em comprimentos de 1,5 e 3 metros. Desde cerca de 1994 em diante, cabos planos não removíveis foram usados para reduzir os custos de fabricação; no entanto, a IBM manteve seu design de 101 teclas e nunca implementou as teclas do Microsoft Windows comuns em outros teclados da época. A Unicomp projetou posteriormente um Modelo M de 104 teclas com teclas do Windows.
Em 27 de março de 1991, a IBM vendeu várias de suas operações de fabricação de hardware, incluindo a produção de teclados, formando a Lexmark International. A Lexmark continuou a fabricar os teclados Modelo M nos EUA, Reino Unido e México, sendo a IBM o principal cliente da Lexmark. Muitos destes teclados são identificados pelos números de peça IBM 52G9658, 52G9700, 71G4644, 82G2383 e 42H1292, que acompanhavam os IBM PS/ValuePoint e IBM PC Series. Devido às pressões de preço, estes teclados foram fabricados com um design mais novo e de menor custo, incluindo plástico mais leve, um cabo integrado e uma única cor para as inscrições nas teclas.
Um acordo de cinco anos que obrigava a IBM a comprar quase todos os seus teclados da Lexmark expirou em 27 de março de 1996. A Lexmark deixou o negócio de teclados, vendendo ativos relacionados à IBM e à Maxi Switch. Quando a Lexmark encerrou a produção de teclados em abril de 1996, a IBM continuou a produzir teclados Modelo M com mola de torção na Escócia até 1999. A Maxi Switch comprou ativos para teclados de cúpula de borracha e o teclado Lexmark Select-Ease (modelo M15), incluindo uma patente de mecanismo de mola de torção. A Maxi Switch continuou a fabricar o teclado aperfeiçoado IBM com TrackPoint II (modelo M13) no México até 1998. Alguns dos ativos de fabricação de teclados da Lexmark também foram vendidos a um grupo de funcionários da Lexmark, que formou a Unicomp. A Unicomp ainda fabrica sua versão do Modelo M (semelhante ao número de peça 42H1292, mas primeiro renomeado como 42H1292U e depois "Personalizador"), bem como outras configurações que incluem designs atualizados de 104 e 105 teclas; um design Unix (onde as teclas Ctrl e Caps Lock e as teclas Esc e til são trocadas); modelos com ponteiros ou trackballs integrados; e modelos específicos de POS, como aqueles que têm leitores de tarja magnética embutidos. Embora os modelos atuais da Unicomp ainda possam ser adquiridos, os modelos de produção originais mantêm bem o seu valor entre colecionadores e entusiastas da informática.

## Variações
As inúmeras variações do Modelo M (denominadas "números de peça") incorporaram características e/ou cores alternativas. Uma das variantes mais populares é o teclado que economiza espaço, que integra o teclado numérico na seção principal do teclado, reduzindo substancialmente sua largura.
A IBM lançou o modelo M padrão e de economia de espaço em uma cor alternativa 'cinza/cascalho' para uso com seus computadores industriais; esta cor mais escura foi projetada para esconder o desbotamento devido ao manuseio em ambientes de produção. Outras características variáveis incluem uma barra de espaço com conexão à terra e, em alguns modelos posteriores, orifícios de drenagem para evitar danos por bebidas derramadas.

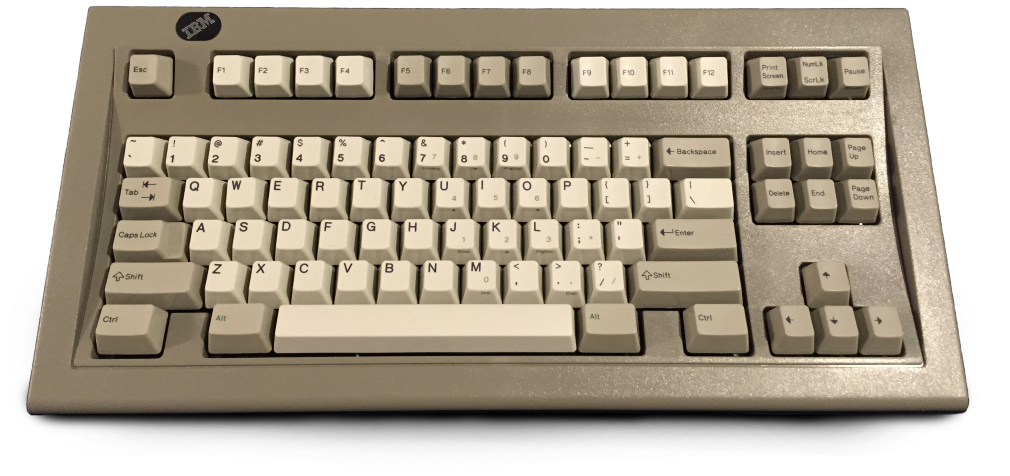
Teclado IBM Modelo M que economiza espaço, variante industrial
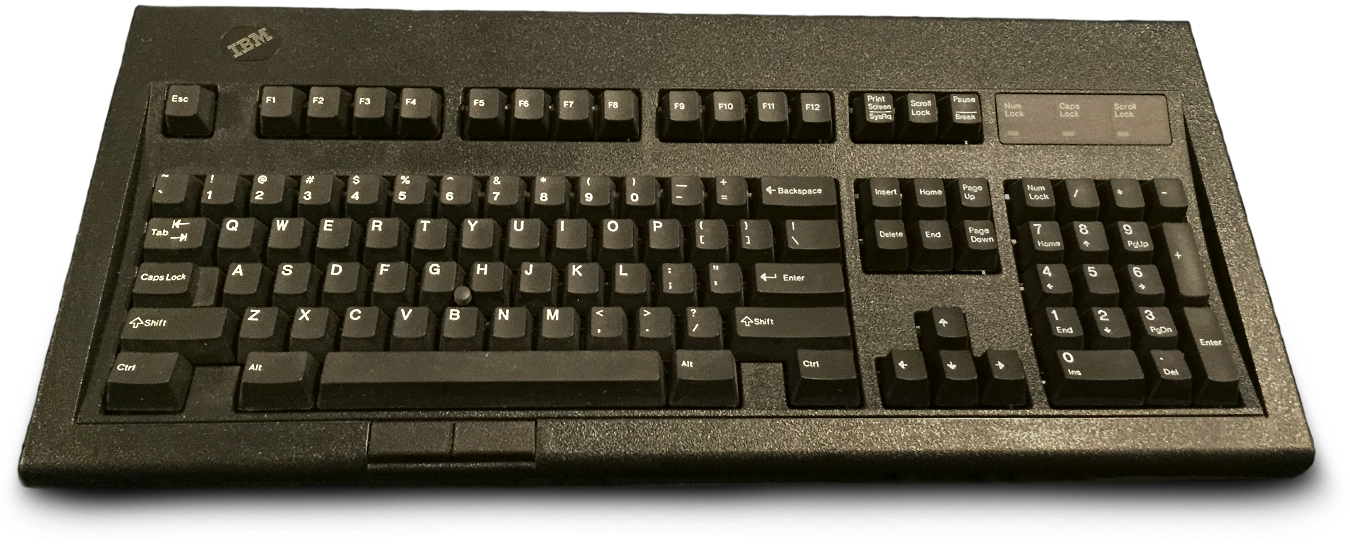
Variante IBM Model M13 'preta' com a tampa de trackpoint preta opcional
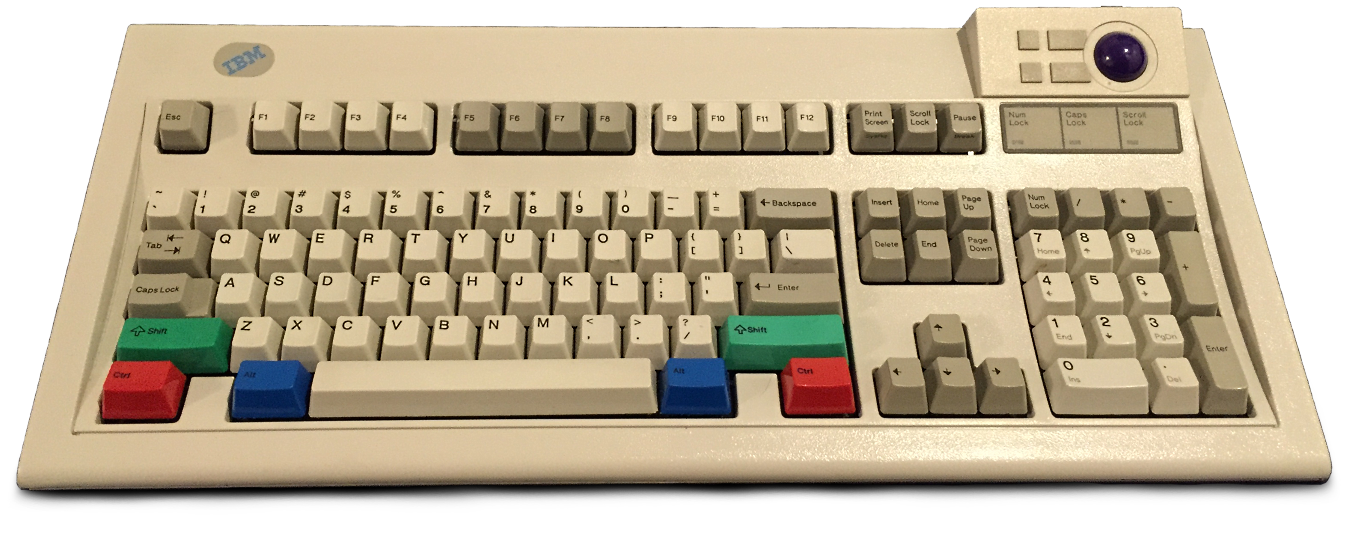
IBM Model M5-2, com trackball roxo e teclas 'RGB' alternativas da Unicomp
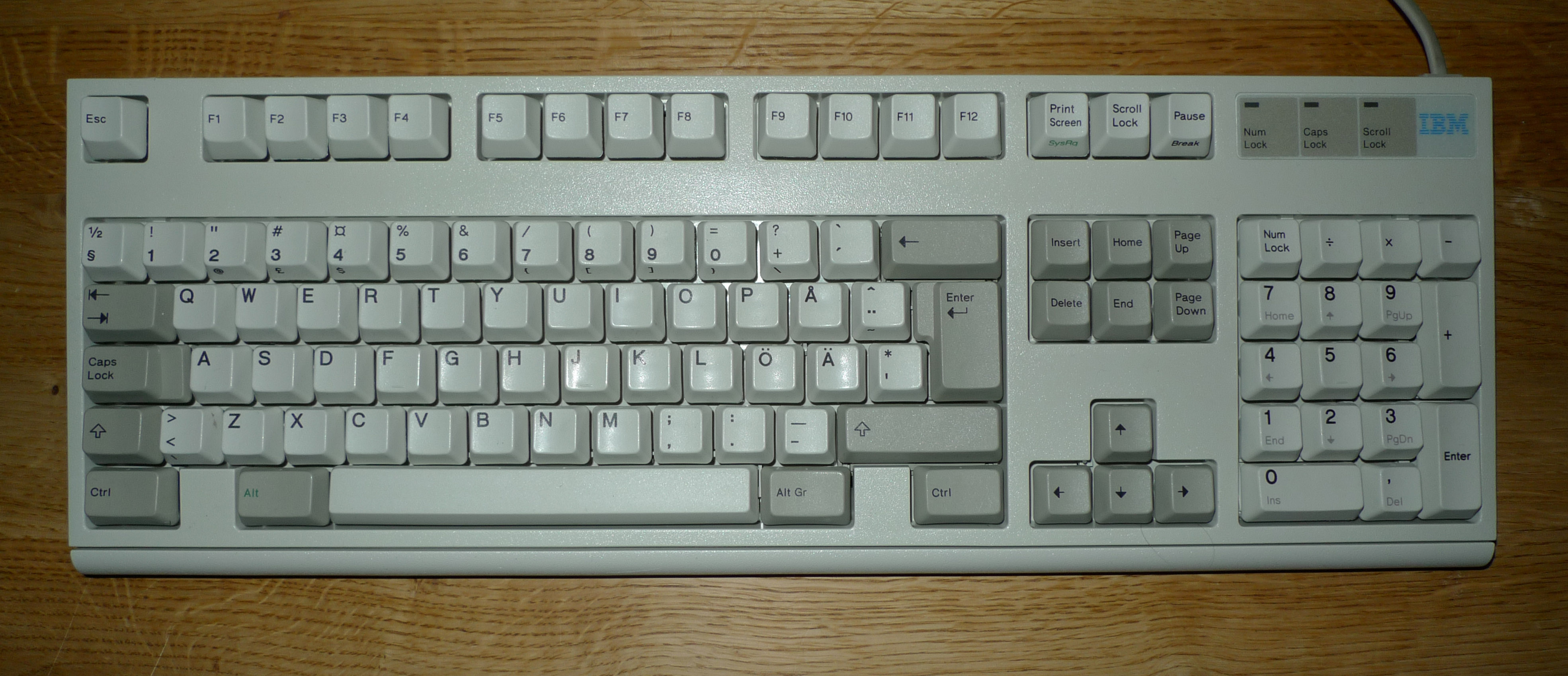
IBM Modelo M2, Parte nº 1395713, fabricado em 1992

A tradução para o português é:

## Design
A variante mais comumente conhecida como "Modelo M" é a Parte No. 1391401, na qual muitas outras variantes foram baseadas. Este modelo, conhecido como o teclado aprimorado, incluía o design de mola de torção patenteado pela IBM e teclas intercambiáveis.
O design da mola de torção do Model M proporciona uma sensação e som únicos. Diferente dos designs de interruptores de cúpula mais comuns e mais baratos, as molas de torção fornecem aos usuários um feedback tátil e sonoro inconfundível. Devido ao seu toque mais definido, alguns usuários relatam que podem digitar mais rápido e com maior precisão no Modelo M do que em outros teclados.
Até as últimas variantes da quarta geração, a maioria dos Modelos M tinha uma grelha de alto-falante circular ranhurada de 1,25" na superfície inferior. No entanto, relativamente poucos contêm um alto-falante real, que era útil apenas para emitir códigos de som em sistemas terminais mais antigos. Os números de parte mais comuns com alto-falantes são 1394540 e 51G872, feitos para estações de trabalho RS/6000 UNIX.
Existem algumas desvantagens no design do Modelo M:
1. Por serem tão grandes e pesados (mais de 1,5 kg, mais pesados do que alguns laptops modernos), não são tão portáteis quanto os teclados mais modernos.
2. Suas teclas com molas de torção são suficientemente barulhentas para serem inadequadas em lugares silenciosos, como bibliotecas e instalações médicas.
3. Líquidos derramados na maioria dos Modelos M não são drenados e permanecem no teclado, com a possibilidade de causar um curto-circuito. Os designs mais recentes 42H1292 e 59G780, bem como os 1370477 e 1391401 após 1993, principalmente fabricados pela Lexmark e Unicomp, possuem canais de drenagem projetados para evitar esse problema.
4. A Unicomp atualmente produz o Modelo M com conectores USB que podem ser conectados diretamente em PCs modernos. No entanto, os modelos M anteriores têm conectores AT ou PS/2, necessitando de adaptadores para PCs que não possuem essas capacidades. Existem adaptadores PS/2-para-USB para computadores sem portas PS/2 e adaptadores adicionais AT-para-PS/2, ou cabos SDL-para-PS/2, para computadores sem portas AT. Alguns adaptadores PS/2-USB não são confiáveis com os primeiros modelos M, que requerem mais energia do que os adaptadores podem fornecer.[10]

## Identificação
A placa de alumínio quadrada em um teclado da série 1390131 em comparação com outras variantes.
Todos os teclados Modelo M fabricados pela IBM e Lexmark têm uma etiqueta de identificação na parte inferior que indica o número de peça do conjunto, o número de série individual e a data de fabricação. O período geral em que um Modelo M foi fabricado também pode muitas vezes ser distinguido pelo tipo de "insígnia" do logotipo sobre suas teclas. Os primeiros modelos Ms (números de peça 1390120 ou 1390131) possuem uma insígnia de alumínio quadrada no canto superior direito. O número de peça 1391401, e a maioria das variantes baseadas nele, tem um logotipo cinza da IBM em um oval rebaixado no canto superior esquerdo do teclado. Os Modelos M posteriores fabricados pela IBM e as variantes fabricadas posteriormente pela Lexmark no início dos anos 1990 têm uma área de placa oval similar com um logotipo azul.